# Кочемирово (Рязанская область)
Кочемирово — село в Кадомском районе Рязанской области России. Входит в состав Кущапинского сельского поселения.

## История
Село Кочемирово упоминается в окладной книге Ерехтинского беляка 1630 года и платежных отписках 1697 года. По рассказам Мартына Киреева (1869 г.р.) название села произошло от слов «кочки» и «мир». За селом было большое болото, которое состояло из огромных торфяных кочек. Зимой эти кочки крестьяне вывозили на лошадях на барские поля. Слово «мир» означало объединение всех поселенцев.
В 1866 году имелось винокуренное предприятие.

## География
Село расположено в 12 км к северо-востоку от районного центра Кадома. Находится почти на границе Рязанской области и Республики Мордовия.
В центре села расположено озеро. К северо-востоку находится кладбище.

## Население
| 1983 | 2010 |
| ---- | ---- |
| 190  | ↘147 |

## Инфраструктура
В центре есть почтовое отделение. Ближайшая школа — в деревне Кущапино (в 6 км)

## Достопримечательности
На улице Центральной стоит православная Покровская церковь — одна из немногих церквей, не пострадавших в годы самых злостных нападок на церкви. До наших дней сохранился уникальный иконостас, который был изготовлен в XIX веке в Париже по специальному заказу. В 1903 году была переделана на средства землевладельцев Новосильцевых.
Музей «Русская изба» открылся здесь в 2006 году. В экспозиции представлена мебель, кухонная утварь, предметы быта русской избы, мужская и женская одежда, обувь, изделия ручной вышивки, вязания, ткачества, а также изделия местных ремесленников.
В 2018 году был открыт памятник военным летчикам первой эскадрильи 173-го авиационного полка: командиру корабля — сержанту Александру Крюкову, родом из Ивановской области, и стрелку-бомбардиру — лейтенанту Владимиру Болотникову. Их похоронили на кладбище в Кочемирово.

## Транспорт
Село находится у трассы 61к-031 Кадом-Заулки.
В село не ходит общественный транспорт.